# Bossa (arma)

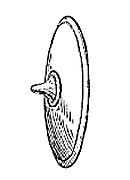
Escudo com bossa

Bossa ou umbo é uma peça, geralmente feita de metal, presa na parte frontal do escudo, usado na parede de escudos como arma. 
Era utilizada na Grécia antiga, nos escudos usados pelos hoplitas, e mais tarde foi adotada pelas legiões romanas, que golpeavam com a bossa como forma de abrir espaço para atacar com a espada ou o gládio.